# Занклогната гребененога
Занклогната гребененога (Zanclognatha zelleralis) — вид метеликів з родини еребід (Erebidae).

## Поширення
Вид широко поширений в Європі, особливо в Середземноморському регіоні, на Балканському півострові, в Угорщині, Австрії, Словаччині, Чехії та Польщі та на схід до Туреччини та Криму. Реліктові популяції існують у Швейцарії та Німеччині. Переважним середовищем існування є кам'янисті луки та пустоші, світлі ліси та чагарникові ландшафти.

## Опис
Розмах крил молі становить від 26 до 32 мм. Передні крила переважно світло-буро-сірого кольору. Чітко виділяються чорно-сірі, сильно зубчасті поперечні лінії. Ниркоподібне рильце оточене майже круглою чорною лінією. Відносно пряма хвиляста лінія жовтого кольору продовжується на сіро-коричневих задніх крилах, крайова лінія розбита на чорні плями. Пальпи сильно витягнуті і загнуті донизу.

## Спосіб життя
У північних районах сови ведуть нічний спосіб життя і літають в одному поколінні в червні та липні. На півдні зрідка зустрічається два покоління. Час польотів – із середини травня до початку липня та з кінця липня до середини вересня. Гусениці живуть з кінця липня на опалому, засохлому, сухому або гнилому листі листяних дерев або невисоких рослин.